# Siphonophora compacta
Siphonophora compacta är en mångfotingart som beskrevs av Loomis 1975. Siphonophora compacta ingår i släktet Siphonophora och familjen Siphonophoridae. Inga underarter finns listade i Catalogue of Life.